# Селимица (хижа)
„Селимица“ е туристическа хижа, намираща се в местността „Ленищата“ в планината Витоша. Представлява двуетажна сграда с тавански етаж. 
Хижата е построена под ръководството на роденият в Русе минен инженер Хелмут Брокс и се открива на рождения му ден – 17 май. Годината е 1930 година.
Претърпява основен ремонт през 2003 година и е обновена отново през 2011 година.

## Изходни пунктове
- местността Златните мостове (последна спирка на автобус № 63) – 1,45 часа
- село Кладница – 1 час
- квартал Княжево – 3,45 часа
- село Чуйпетлово – 3 часа

## Съседни туристически обекти
- хижа „Острица“ – 45 минути
- хижа „Еделвайс“ – 1,15 часа
- връх Селимица – 1 час
- Черни връх – 3,30 часа
- Кладнишки манастир – 15 минути
- заслон Дивият бик – 1,30 часа